# ザ・ナイトウォッチ -夜を支配した人々-
『ザ・ナイトウォッチ -夜を支配した人々-』（ザ・ナイトウォッチ よるをしはいしたひとびと、英語: The Nightwatch Live at the Amsterdam Concertgebouw November 23rd 1973）は、1997年に発表されたキング・クリムゾンの2枚組ライブ・アルバム。1973年11月23日にコンセルトヘボウで開かれたアムステルダム公演の模様が収録された。

## 解説
キング・クリムゾンはアルバム『太陽と戦慄』を発表する直前の1973年2月10日に行なったコンサートを最後にジェイミー・ミューア（パーカッション）を失い、ロバート・フリップ（ギター、メロトロン）、ジョン・ウェットン（ベース、ヴォーカル）、デヴィッド・クロス（ヴァイオリン、ヴィオラ、メロトロン）、ビル・ブルーフォード（ドラムス、パーカッション）の4人編成になった。
彼等は同年3月に『太陽と戦慄』を発表すると、同月中旬からアメリカ・ツアーを開始して約3か月間で約60回ものコンサートを行ない、約3週間の休暇の後、9月にツアーを再開してアメリカで19回、ヨーロッパで24回のコンサートを行なった。メンバーは長期にわたる過酷な日程から生じる疲労と闘いながら、『太陽と戦慄』の収録曲に加えて休暇中に書いた新曲や即興演奏を披露した。
同封のブックレットによると、本作には『太陽と戦慄』に続くアルバム『暗黒の世界』（1974年）に収録された「突破口」、「夜を支配する人」の冒頭部分、「暗黒の世界」、「トリオ」のオリジナル音源が収録された。
「夜を支配する人」に入っているノイズは、クロスが使用していたメロトロンの故障で発生した。彼は同曲の他の部分ではホーナー・ピアノでインプロヴィゼイションを弾いている。
当日のオープニング曲は「太陽と戦慄 パートI」だった可能性が指摘されているが、どのマスターテープにも残っておらず、未収録となっている。

## 収録曲

### Disc 1
1. イージー・マネー -Easy Money
2. 人々の嘆き　-Lament
3. 土曜日の本　-Book Of Saturday
4. 突破口　-Fracture
5. 夜を支配する人　-The Night Watch
6. インプロヴィゼイション：スターレス・アンド・バイブル・ブラック　-Improv:Starless And Bible Black

### Disc 2
1. インプロヴィゼイション：トリオ　-Improv:Trio
2. 放浪者　-Exiles
3. インプロヴィゼイション：フライト・ウォッチ　-Improv:The Fright Watch
4. トーキング・ドラム　-The Talking Drum
5. 太陽と戦慄 パートII　-Larks' Tongues In Aspic(Part II)
6. 21世紀のスキッツォイド・マン　-21st Century Schizoid Man

## メンバー
- ロバート・フリップ  –  ギター、メロトロン
- ジョン・ウェットン  –  ベースギター、ヴォーカル
- ビル・ブルーフォード  –  ドラムス、パーカッション
- デヴィッド・クロス  –  ヴァイオリン、ヴィオラ、メロトロン

## 引用文献
- Smith, Sid (2019). In the Court of King Crimson: An Observation over Fifty Years. Panegyric. ISBN 978-1916153004